# آرنو مولمی
آرنو مولمی (فرانسوی: Arnaud Molmy‎؛ زادهٔ ۷ اوت ۱۹۸۸ ‏(۳۶ سال)) دوچرخه‌سوار اهل فرانسه است.